# Thierry Gadou
Thierry Gadou (Vieux-Boucau-les-Bains, 18 de septiembre de 1973) es un jugador profesional de baloncesto francés. Es el hermano del también profesional de baloncesto Didier Gadou.

## Trayectoria profesional
- Pau-Orthez (1988-2000)
- Viola Reggio Calabria (2000-2001)
- Pau-Orthez (2001)
- CB Sevilla (2001-2002)
- ASVEL Villeurbanne (2002)
- Saski Baskonia (2002-2003)
- Racing Parigi (2003-2004)
- Pau-Orthez (2004-2006)